# Acido 13-idrossiottadecadienoico
L'acido 13-idrossiottadecadienoico , in sigla 13-HODE, è un acido grasso a catena lineare con diciotto atomi di carbonio contenente 2 doppi legami in posizione 9=10 e 11=12 e un gruppo ossidrilico in posizione 13.
Con il nome di acido 13-idrossiottadecadienoico possono venir designati diversi stereoisomeri (R) o (S) a seconda della configurazione del gruppo ossidrilico con i doppi legami coniugati in configurazione sia cis-trans che trans-trans.
I diversi stereoisomeri sono presenti e possono essere rilevati nei fosfolipidi cellulari, metabolizzati attraverso percorsi enzimatici o prodotti da stress ossidativo, avendo come substrato tipico l'acido linoleico . I vari isomeri hanno mostrato una gamma di bioattività clinicamente rilevanti.
L'isomero più studiato 13(S)ZE-HODE, con notazione delta:  S-13-OH-18:2Δ9c,11t, ha nome IUPAC : acido (9Z,11E,13S)-13-idrossi-9,11-ottadecadienoico.
Gli altri isomeri rilevabili sono:
13(S)EE-HODE con notazione delta:  S-13-OH-18:2Δ9t,11t, e nome IUPAC : acido (9E,11E,13S)-13-idrossi-9,11-ottadecadienoico.
13(R)ZE-HODE con notazione delta:  R-13-OH-18:2Δ9c,11t, e nome IUPAC : acido (9Z,11E,13R)-13-idrossi-9,11-ottadecadienoico.
13(R)EE-HODE con notazione delta:  R-13-OH-18:2Δ9t,11t, e nome IUPAC : acido (9E,11E,13R)-13-idrossi-9,11-ottadecadienoico.
La biosintesi cellulare può avvenire attraverso diversi percorsi: alcuni selettivi, non producono enantiomeri (R), alcuni non selettivi, producono miscele di isomeri (S) e (R).
Un insieme simile di isomeri dell'acido dimorfecolico (9-HODE) (ovvero 9(S)EZ-HODE), 9(R)EZ-HODE, 9(S)EE-HODE) e 9(R)EE- HODE) si presenta naturalmente e in particolare in condizioni di forme di stress ossidativo in concomitanza con i 13-HODE.
Al gruppo degli HODE, classificato come metaboliti delle lipoproteine a bassa densità ossidate, vengono attribuiti diversi ruoli e attività biologiche ed il loro tenore nei tessuti da alcune ricerche viene correlato ad alcune patologie umane, tra cui: asma, aterosclerosi, cancro al colon, cancro al seno, artrite reumatoide, rene policistico, diabete, pancreatite cronica, steatoepatite; anche se l'utilizzo degli HODE come biomarcatori della perossidazione lipidica non ha raggiunto una utilità clinica.